# Флессель, Жак де
Жак де Флессель фр.  Jacques de Flesselles; (11 ноября 1730 — 14 июля 1789) — французский администратор и последний «купеческий старшина» Парижа, убитый перед парижской ратушей 14 июля 1789 года.
Был защитником королевской власти и жёстким противником будущих якобинцев в парламенте. Стал одной из первых жертв  Великой французской революции.

## Начало карьеры
Жак де Флессель родился в семье из третьего сословия, которая по обычаям французского старого режима купила дворянский титул.
Он стал советником в  парижском парламенте в 1752 году, рекетмейстером в 1755 году и председателем большого совета в 1761 году.

## Интендантство
Флессель стал интендантом Mулена в 1762 году, интендантом Рена в 1765 году, интендантом Лиона в 1767 году. В 1784 году он стал государственным советником и был назначен купеческим старшиной (мэром) Парижа в 1789 году.

## Мэр Парижа (21 апреля — 14 июля 1789 года)

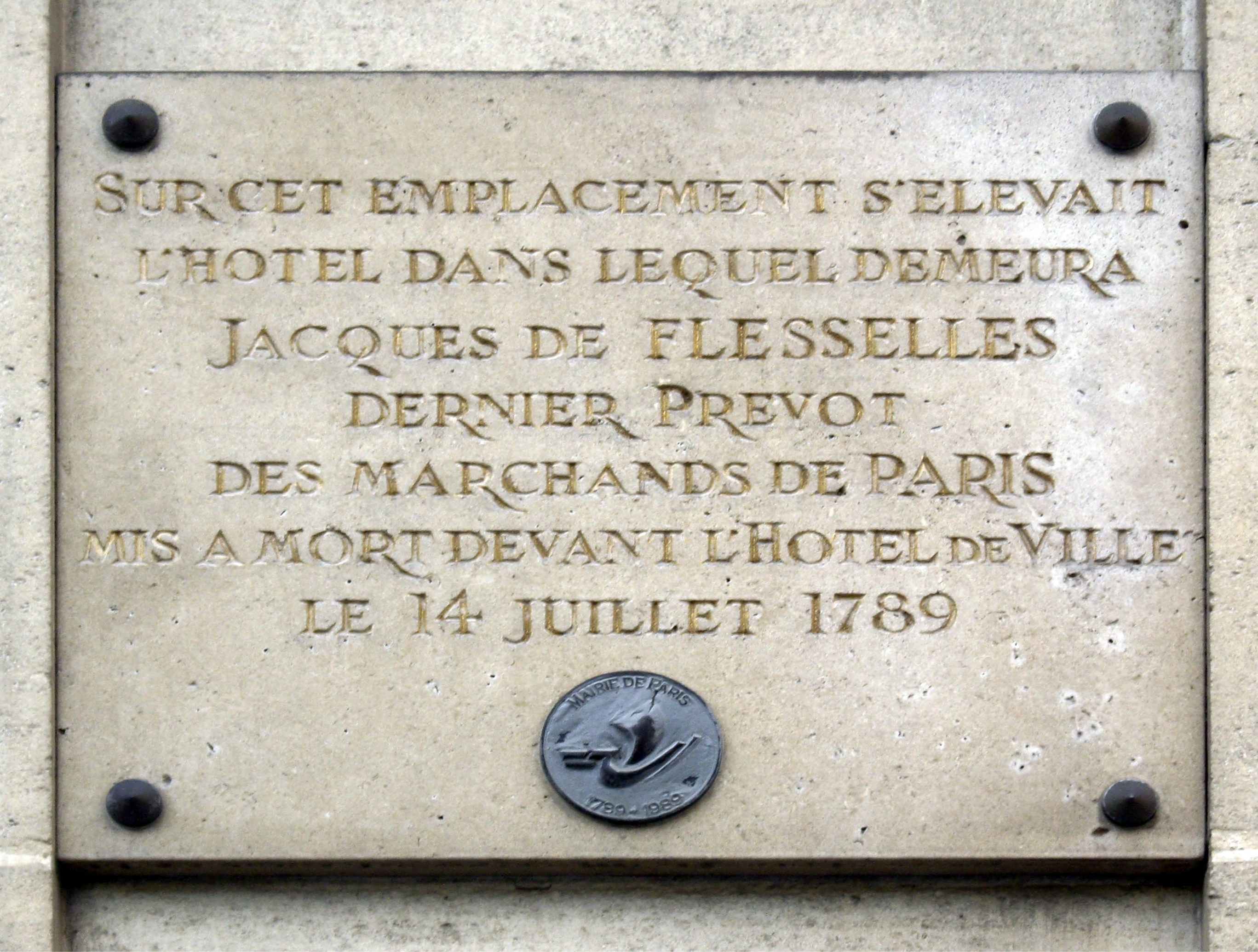
Памятная доска на доме, где жил Жак де Флессель (улица Севинье, 52).

Флессель приступил к исполнению обязанностей мэра 21 апреля. 27 мая к нему явились представители трёх сословий Парижа с требованием допустить их в ратушу для управления городом. При поддержке Жака Неккера Флессель ответил отказом, ссылаясь на то, что это незаконно. 25 июня под давлением парижан Флессель удовлетворил повторное требование и допустил 12 представителей народа в мэрию. 13 июля, на первой сессии этого «представительства», он был избран председателем. В условиях нарастающих беспорядков в городе Флессель был вынужден согласиться на создание буржуазной милиции и заявил, что для её вооружения из Шарлевиля будут доставлены 12000 мушкетов. Однако мушкеты не прибыли. Флесселя обвиняли также в том, что он спрятал от народа 5000 фунтов пороха, которые обнаружили на одном из судов в порту и в том, что он раздаёт ложные обещания, возмущающие народ.

## Убийство

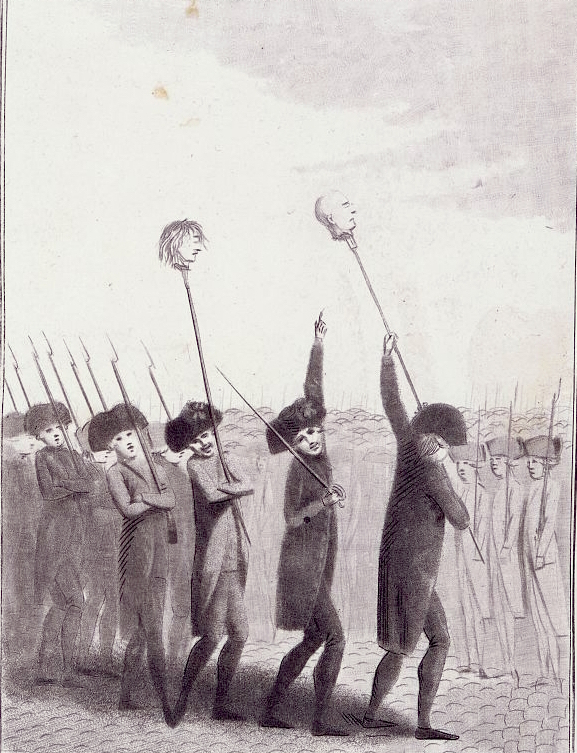
« Так поступают с предателями».
Гравюра 1789 года. Солдаты несут головы Жака де Флесселя и маркиза де Лонэ на пиках.

Активным противостоянием бретонскому клубу в парламенте Жак де Флессель нажил себе смертельных врагов.
Когда 14 июля начался штурм Бастилии, революционный комитет, находившийся в Пале-Рояль послал в мэрию делегацию за оружием. Оружия в мэрии делегация не обнаружила, зато нашла записку Флесселя, адресованную коменданту Бастилии, маркизу де Лонэ: 
Я развлекаю парижан кокардами и обещаниями; продержитесь до вечера и вы получите подкрепление.
Флесселя обвинили в предательстве, сотрудничестве с  королевским двором и предложили оправдаться. В присутствии представителей сословий ему была зачитана записка. Один из членов комитета заявил:
Идите вон месье де Флессель, вы предатель, вы предали отечество и оно от вас отвернулось.
Флесселя решили сопроводить в Пале-Рояль для суда. Не пытаясь оправдаться, Флессель вышел в окружении толпы. Когда он спустился по лестнице, чтобы перейти площадь, неизвестный выстрелил из пистолета ему в голову. Отрезанную голову Флесселя вместе с головами маркиза де Лонэ и других защитников Бастилии насадили на пики и носили по улицам Парижа.